# Arthrolips humilis
Arthrolips humilis is een keversoort uit de familie molmkogeltjes (Corylophidae). De wetenschappelijke naam van de soort werd in 1856 gepubliceerd door Wilhelm Gottlob Rosenhauer.